# Neuseeländische Fußballnationalmannschaft/Olympische Spiele
Die neuseeländische Fußballnationalmannschaft nahm erstmals an den Qualifikationen für die Spiele 1984 und dann regelmäßig teil. Zunächst sollte sie sich gegen asiatische Mannschaften qualifizieren, ab 1988 in der ozeanischen Qualifikation, wo sie immer wieder an Australien scheiterte. Erst als Australien in den asiatischen Verband wechselte, konnte sich Neuseeland als Vertreter Ozeaniens für die Spiele 2008 qualifizieren. Ein Spiel konnten sie erstmals 2021 gewinnen.

## Ergebnisse bei Olympischen Spielen

### 1984
- Vorrunde:
  - 25. September 1983 in Auckland: Neuseeland – Japan 3:1
  - 1. Oktober 1983 in Auckland: Neuseeland – Taiwan 2:0
  - 7. Oktober 1983 in Tokio: Japan – Neuseeland 0:1
  - 12. Oktober 1983 in Taipeh: Taiwan  – Neuseeland 1:1
- 2. Runde in Singapur:
  - 15. April 1984: Saudi-Arabien – Neuseeland 3:1
  - 19. April 1984: Kuwait – Neuseeland 2:0
  - 22. April 1984: Südkorea – Neuseeland 2:0
  - 24. April 1984: Bahrain – Neuseeland 1:0

Neuseeland als Gruppenletzter ausgeschieden.

### 1988
- 1. Runde:

Neuseeland sollte zunächst gegen Fidschi, das erstmals eine Mannschaft zur Qualifikation gemeldet hatte, und West-Samoa und antreten. Nach der Gruppenauslosung wurde die Mannschaft von Fidschi aber zurückgezogen.
- - 7. November 1987 in Apia: West-Samoa – Neuseeland 0:7
  - 13. November 1987 in Auckland: Neuseeland – West-Samoa 12:0
- 2. Runde:
  - 6. März 1988 in Melbourne/Australien: Taiwan  – Neuseeland 0:1
  - 9. März 1988 in Adelaide/Australien: Israel  – Neuseeland 2:0
  - 13. März 1988 in Sydney: Australien – Neuseeland 3:1
  - 20. März 1988 in Christchurch: Neuseeland – Taiwan 2:0
  - 23. März 1988 in Wellington: Neuseeland – Australien 1:1
  - 27. März 1988 in Auckland: Neuseeland – Israel 0:1

Neuseeland als Gruppendritter ausgeschieden.

### 1992
- Die Qualifikation erfolgte zweistufig, dabei musste Neuseeland zunächst bei einem Turnier in Australien (die ersten 3 Spiele) und dann in Fidschi (die letzten 3 Spiele) antreten. Der Sieger spielte dann gegen den Fünften der UEFA-Qualifikation.
  - Australien U-23 – Neuseeland U-23 2:0
  - Neuseeland U-23 – Fidschi U-23 4:0
  - Papua-Neuguinea U-23 – Neuseeland U-23 1:3
  - Neuseeland U-23 – Australien U-23 1:2
  - Fidschi U-23 – Neuseeland U-23 0:0
  - Neuseeland U-23 – Papua-Neuguinea U-23 4:2

Neuseeland als Gruppenzweiter ausgeschieden.

### 1996
- Die Qualifikation erfolgte zweistufig, dabei musste Neuseeland zunächst bei einem Turnier in Adelaide/Australien antreten. Der Sieger spielte dann gegen den Zweiten der CONCACAF-Qualifikation.
  - 15. Januar 1996 Neuseeland U-23 – Fidschi U-23 1:2
  - 17. Januar 1996 Vanuatu U-23 – Neuseeland U-23 0:10
  - 19. Januar 1996 Neuseeland U-23 – Salomoninseln U-23 2:0
  - 21. Januar 1996 Neuseeland U-23 – Australien U-23 0:5
  - 23. Januar 1996 Fidschi U-23 – Neuseeland U-23 1:3
  - 27. Januar 1996 Neuseeland U-23 – Vanuatu U-23 5:1
  - 29. Januar 1996 Salomoninseln U-23 – Neuseeland U-23 0:6
  - 31. Januar 1996 Australien U-23 – Neuseeland U-23 0:1

Neuseeland aufgrund der schlechteren Tordifferenz als Gruppenzweiter hinter Australien ausgeschieden.

### 2000
- Die Qualifikation erfolgte zweistufig, dabei hatte Neuseeland zunächst bei einem Turnier in Auckland Heimrecht. Der Sieger spielte dann gegen den besten Gruppenzweiten der Afrika-Qualifikation.
  - Gruppenphase:
    - 12. Dezember 1999 Neuseeland U-23 – Vanuatu U-23 4:0
    - 16. Dezember 1999 Papua-Neuguinea U-23 – Neuseeland U-23 0:5

  - K.-o.-Runde:
    - 18. Dezember 1999, Halbfinale: Neuseeland U-23 – Fidschi U-23 5:2
    - 20. Dezember 1999, Finale: Neuseeland U-23 – Salomoninseln U-23 4:1

  - Interkontinentale Play-offs:
    - 19. Mai 2000: Neuseeland U-23 – Südafrika U-23 2:3
    - 27. Mai 2000: Südafrika U-23 – Neuseeland U-23 1:0

- Neuseeland verpasst die Olympischen Spiele in Sydney.

### 2004
- Die Qualifikation erfolgte zweistufig, dabei hatte Neuseeland zunächst bei einem Turnier in Auckland Heimrecht. Der Gruppensieger spielte dann gegen den Sieger der anderen Gruppe in zwei Spielen um das Olympiaticket.
  - 14. Januar 2004 Neuseeland U-23 – Cookinseln U-23 9:0
  - 16. Januar 2004 Neuseeland U-23 – Amerikanisch-Samoa U-23 11:0
  - 18. Januar 2004 Neuseeland U-23 – Tonga U-23 2:0
  - 22. Januar 2004 Neuseeland U-23 – Vanuatu U-23 3:2

- Play-off:
  - 26. Januar 2004 in Sydney: Australien U-23 – Neuseeland U-23 3:0
  - 30. Januar 2004 in Auckland: Neuseeland U-23 – Australien U-23 1:1

- Neuseeland verpasst die Olympischen Spiele in Athen.

### 2008
- Die Qualifikation fand bei einem Turnier in Lautoka auf Fidschi statt, das im Jeder-gegen-jeden-Modus ausgetragen wurde.
  - 1. März 2008 Neuseeland U-23 – Fidschi U-23 2:1
  - 3. März 2008 Vanuatu U-23 – Neuseeland U-23 0:2
  - 5. März 2008 Papua-Neuguinea U-23 – Neuseeland U-23 2:5
  - 7. März 2008 Neuseeland U-23 – Salomoninseln U-23 2:0
  - 9. März 2008 Cookinseln U-23 – Neuseeland U-23 0:8

Neuseeland als Sieger für die Olympischen Spiele in Peking qualifiziert:

#### Olympische Sommerspiele 2008 in Peking
- Gruppenphase:
  - 7. August 2008 in  Shenyang: China –	Neuseeland	1:1
  - 10. August 2008 in  Shenyang: Neuseeland	– Brasilien 0:5
  - 13. August 2008 in Shanghai: Neuseeland – Belgien	0:1

Neuseeland als Gruppenletzter ausgeschieden.

### 2012
- Die Qualifikation fand in Taupō/Neuseeland statt, nachdem Fidschi, das die Qualifikation ursprünglich austragen sollte, die Austragung im Januar 2012 entzogen worden war.[1]

- - Gruppenphase:
    - 16. März 2012 Neuseeland U-23 –  Papua-Neuguinea U-23 1:0
    - 21. März 2012 Neuseeland U-23 – Tonga U-23 10:0

  - K.-o.-Runde:
    - 23. März 2012 Halbfinale Neuseeland U-23 – Vanuatu U-23 3:2
    - 25. März 2012 Finale Fidschi U-23 – Neuseeland U-23 0:1

Neuseeland für die Olympischen Spiele in London qualifiziert.

#### Olympische Sommerspiele 2012 in London
- - Gruppenphase:
    - 26. Juli 2012 in Coventry: Weißrussland – Neuseeland 1:0
    - 29. Juli 2012 in Manchester: Ägypten – Neuseeland 1:1
    - 1. August 2012 in Newcastle: Brasilien – Neuseeland 3:0

Neuseeland als Gruppenletzter ausgeschieden.

### 2016
- Die Qualifikation erfolgte über die Pazifikspiele 2015/Fußball in Port Moresby/Papua-Neuguinea:
  - Gruppenphase:
    - 3. Juli 2015 Neuseeland U-23 – Salomonen U-23 2:0
    - 5. Juli 2015 Papua-Neuguinea U-23 – Neuseeland U-23 0:1
    - 7. Juli 2015 Neukaledonien U-23 – Neuseeland U-23 0:5

  - Finalrunde um die Olympia-Qualifikation:
    - 10. Juli 2015 Halbfinale: Neuseeland U-23 – Vanuatu U-23 0:3[2]

Neuseeland war damit für die Olympischen Spiele in Rio de Janeiro nicht qualifiziert.

### 2021
- Die Qualifikation erfolgte über die U-23-Fußball-Ozeanienmeisterschaft 2019, die vom 21. September bis 5. Oktober 2019 in Lautoka/Fidschi ausgetragen wurde:
  - Gruppenphase:
    - 21. September 2019:  Samoa U-23  – Neuseeland U-23 1:6
    - 24. September 2019: Neuseeland U-23 – Amerikanisch-Samoa U-23 12:0
    - 27. September 2019: Neuseeland U-23 – Salomonen U-23 4:2

  - Finalrunde um die Olympia-Qualifikation:
    - 2. Oktober 2019 Halbfinale: Neuseeland U-23  – Fidschi U-23 6:1
    - 5. Oktober 2019, Finale: Neuseeland U 23 – Salomonen U-23 5:0

Neuseeland qualifiziert sich als Sieger für die Olympischen Spiele in Tokio.

#### Olympische Sommerspiele 2020 in Tokio
- Gruppenphase:
  - 22. Juli 2021, 10:00 MESZ in Kashima: Neuseeland – Südkorea 1:0
  - 25. Juli 2021, 10:00 MESZ in Kashima : Neuseeland – Honduras 2:3
  - 28. Juli 2021, 10:30 MESZ in Sapporo: Rumänien – Neuseeland 0:0 – Neuseeland qualifiziert sich aufgrund der besseren Tordifferenz als Gruppenzweiter für die K.-o.-Runde.
- Viertelfinale:
  - 31. Juli 2021 um 11:00 Uhr MESZ in Kashima:  Japan – Neuseeland  0:0 n. V.; 4:2 i. E.

### 2024
Für die Qualifikation wurde ein Turnier vom 27. August bis 9. September 2023 in Neuseeland ausgerichtet, an dem acht Mitglieder der OFC teilnehmen wollten. Die in die neuseeländische Vorrundengruppe geloste Mannschaft von Amerikanisch-Samoa wurde aber am 1. August 2023 zurückgezogen.
- Gruppenphase in Auckland:
  - 27. August 2023: Neuseeland U23 – Papua-Neuguinea U23 3:0 (Da Papua-Neuguinea nicht rechtzeitig anreiste, wurde das Spiel mit 3:0 für Neuseeland gewertet.[4])
  - 30. August 2023: Neuseeland U23 – Fidschi U23 3:1 – Neuseeland als Gruppensieger für die K.-o.-Runde qualifiziert
- K.-o.-Runde in Auckland:
  - Halbfinale am 6. September 2023: Neuseeland U23 – Vanuatu U23 8:0
  - Finale am 9. September 2023: Neuseeland U23 – Fidschi U23 9:0

Neuseeland qualifiziert sich als Sieger für die Olympischen Spiele in Paris.

#### Olympische Sommerspiele 2024 in Paris
Bei der Auslosung am 20. März 2024 war Neuseeland zusammen mit Marokko, Paraguay und Spanien Topf 2 zugeordnet. Gegner sind Gastgeber Frankreich, die USA und eine Mannschaft, die sich in Play-offs zwischen dem Vierten der CAF-Qualifikation (Guinea) und dem Vierten der AFC-Qualifikation noch qualifizieren muss. Spielberechtigt sind Spieler, die nach dem 31. Dezember 2000 geboren sind plus drei ältere Spieler.
- Vorrunde:
  - 24. Juli 2024 um 17:00 Uhr MESZ in Nizza: Guinea	– Neuseeland 1:2 (0:1)
  - 27. Juli 2024 um 19:00 Uhr MESZ in Marseille : Neuseeland – USA 1:4 (0:3)
  - 30. Juli 2024 um 19:00 MESZ in Marseille: Neuseeland – Frankreich 0:3 (0:1) – als Gruppendritte ausgeschieden

## Trainer
- 2008: Stu Jacobs
- 2012:  Neil Emblen
- 2021: Danny Hay
- 2024:  Darren Bazeley

## Torschützen
- 3: Chris Wood (2012, 2021)
- 1: Jeremy Brockie  (2012), Liberato Cacace  (2021), Matthew Garbett, Jesse Randall und Ben Waine (alle 2024)